# U-2 (1935)
U-2 – niemiecki okręt podwodny typu IIA, służący w Kriegsmarine w dwudziestoleciu międzywojennym i podczas II wojny światowej. Była to niewielka jednostka przybrzeżna o wyporności podwodnej 303 ton i zasięgu na powierzchni 1600 Mm, wyposażona w trzy wyrzutnie torped kalibru 533 mm, której załogę tworzyło nominalnie 25 osób.
U-2 został zwodowany 1 lipca 1935 roku i 25 lipca tego samego roku został przyjęty w skład Kriegsmarine. Przez większość służby pełnił rolę szkoleniowo-treningową, w marcu i w kwietniu 1940 roku wziął jednak udział w operacji Hartmut. Nie zatopił żadnej jednostki przeciwnika, i po zakończeniu kampanii norweskiej został ponownie skierowany do działań szkoleniowych, które prowadził z Piławy. 8 kwietnia 1944 roku zatonął w wyniku kolizji z trawlerem rybackim, po czym wydobyty, służył jako rezerwuar części zamiennych.

## Budowa i konstrukcja
U-2 był okrętem podwodnym typu IIA wybudowanym dla Niemiec w stoczni Deutsche Werke w Kilonii. Jednostka zaprojektowana została pod oznaczeniem typu MVBIIA w tajnym niemieckim biurze projektowym Ingenieurskantoor voor Scheepsbouw (IvS) w Hadze. Stępkę pod okręt położono 11 lutego 1935 roku w Kilonii, gdzie zwodowano go 1 lipca 1935 roku.
U-2 był jednokadłubowym okrętem podwodnym o konstrukcji spawanej i wyporności traktatowej 250 ton, jednak jego rzeczywista wyporność bojowa na powierzchni wynosiła 254 tony. Pod wodą okręt wypierał 303 tony, przy długości całkowitej 40,9 metra oraz szerokości 4,08 metra. W pozycji nawodnej kadłub miał zanurzenie 3,83 metra. Napęd okrętu tworzyły dwa 6-cylindrowe czterosuwowe silniki Diesla Motorenwerke Mannheim MWM RS127S o łącznej mocy 700 KM (2 × 350 KM) przy 1000 obrotach na minutę oraz dwa silniki elektryczne SSW PG W322/26 o mocy 300 kW (2 × 180 KM). Zastosowana forma kadłuba oraz układ napędowy umożliwiały jednostce osiąganie prędkości maksymalnej na powierzchni wynoszącej 13 węzłów, elektryczny zespół energetyczny zaś umożliwiał rejs podwodny z prędkością nieprzekraczającą 6,9 węzła. Zbiorniki paliwa mieściły łącznie 11,61 tony oleju napędowego, co umożliwiało jednostce rejs o długości 1600 mil morskich z prędkością 8 węzłów. Zasięg podwodny okrętu wynosił 35 mil morskich przy prędkości 4 węzłów. Podobnie jak w przypadku innych jednostek typów II, zanurzenie testowe okrętu wynosiło 100 metrów, zanurzenie maksymalne 150 metrów, zaś czas całkowitego zanurzenia 25 sekund.
Podstawowe uzbrojenie okrętu stanowiły torpedy typu G7a, umieszczone w trzech wyrzutniach torpedowych kalibru 533 mm na dziobie oraz dwie torpedy w zapasie. Opcjonalnie możliwe było zabranie przez okręt sześciu torped, przez umieszczenie dodatkowego pocisku w korytarzu między przedziałem torpedowym a centrum bojowym okrętu. Możliwość ta nie była jednak często wykorzystywana, gdyż dodatkowy ciężar w tym miejscu zaburzał trym okrętu i powodował jeszcze trudniejsze warunki życia dla 25 członków załogi. Zamiennie z torpedami, okręt mógł przenosić do 18 min. Uzbrojenie to uzupełnione było pojedynczym działkiem przeciwlotniczym kalibru 20 mm.

## Służba okrętu
U-2 został przyjęty do służby w Kriegsmarine 25 lipca 1935 roku, jako druga jednostka swojego typu i jeden z pierwszych okrętów podwodnych III Rzeszy. Pierwszym dowódcą okrętu został mianowany Oberleutnant zur See (Oblt.) Hermann Michahelles, który sprawował tę funkcję do 30 września 1936 roku. U-2 został przydzielony do jednostki szkolnej US-FL w Neustadt, zaś wrzesień 1935 roku spędził w szkole zwalczania okrętów podwodnych, celem szkolenia technicznego załogi.
7 marca 1936 roku podczas zajmowania przez wojska niemieckie Zagłębia Ruhry – wraz z 12 jednostkami wchodzącymi w skład 1. Flotylli U-Bootów „Weddingen” i innymi jednostkami swojego typu – U-2 został wysłany na patrol, na wypadek ewentualnej wojny morskiej z Polską, Francją lub Związkiem Radzieckim. Podobne wyjście na patrol bojowy miało miejsce podczas anschlussu Austrii, nieudanej próby zajęcia przez Niemcy Sudetów w maju oraz po układzie monachijskim we wrześniu 1938 roku.

### Okres wojenny
W dniu wybuchu II wojny światowej, U-2 był okrętem szkolnym i nie uzyskał statusu operacyjnego aż do marca 1940 roku. Do wybuchu wojny, okrętem dowodzili kolejno Kapitanleutnant (Kptlt) Heinrich Liebe, Oblt. Herbert Schultze i Kptlt. Helmut Rosenbaum. Pod dowództwem tego ostatniego, 15 marca 1940 roku U-2 wyszedł z Kilonii na swój pierwszy wojenny patrol bojowy z zadaniem zwalczania alianckich okrętów podwodnych operujących na zachód od Skagerraku i na północ od wyspy Terschelling. W tym czasie bowiem, spodziewający się brytyjskiej inwazji na Norwegię i planujący własną okupację Norwegii i Danii Niemcy, zidentyfikowali 14 alianckich okrętów podwodnych w okolicach Terschelling. Już jednak po kilku dniach, U-2 został skierowany w okolice Lindesnes, po otrzymaniu raportu o brytyjskich okrętach nawodnych u wybrzeży Egersund. Brytyjskie jednostki w tym rejonie nie zostały jednak zaatakowane, z obawy przed ujawnieniem niemieckiej operacji desantowej na Norwegię. Okręt został następnie odwołany z patrolu do bazy w Wilhelmshaven, gdzie zawinął 29 marca 1940 roku.

#### Operacja Hartmut
Chcąc uprzedzić aliantów, Niemcy zaczęły przygotowywać własną operację zajęcia Norwegii, zaś kontradmirał Karl Dönitz wysłał na wody norweskie 32 ze swoich 48 okrętów podwodnych, w tym 18 jednostek wszystkich typów II. 4 kwietnia 1940 roku U-2 wyszedł z Wilhelmshaven na swój drugi wojenny patrol, z umieszczonym w zalakowanej kopercie rozkazem wzięcia udziału w operacji Hartmut.
Następnego dnia, U-2 stał się prawdopodobnie celem nieskutecznego ataku za pomocą czterech torped ze strony brytyjskiego okrętu podwodnego, jednak wystrzelone przez HMS „Unity” torpedy nie sięgnęły niemieckiego okrętu. Po otwarciu 6 kwietnia rozkazów kadm. Dönitza, dowódcy wszystkich uczestniczących w operacji U-Bootów, zostali poinstruowani o przydzielonych im rejonach patroli wzdłuż wybrzeża Norwegii, gdzie od 9 kwietnia miały wspierać niemieckie lądowo-morskie siły inwazyjne, celem zapobieżenia jakiemukolwiek przeciwdziałaniu ze strony okrętów brytyjskich. U-2 został przydzielony do 8. Grupy U-Bootów, mającej operować w pobliżu Lindesnes, z zadaniem ataku na brytyjskie siły morskie zmierzające z północy Morza Norweskiego. Niemiecki okręt nie uzyskał jednak żadnego kontaktu, 10 kwietnia 1940 roku sam stał się celem ataku lotniczego ze strony bombowca Wellington, jednak dwie zrzucone bomby chybiły celu. U-2 został następnie odwołany z patrolu, celem powrotu do działań o charakterze szkoleniowym. 15 kwietnia 1940 roku U-Boot powrócił w związku z tym do Wilhelmshaven.

#### Powrót do działalności szkoleniowej
Do końca wojny U-2 nie uczestniczył więcej w działalności operacyjnej niemieckiej floty podwodnej, prowadząc odtąd jedynie działalność szkolno-treningową. 1 lipca 1940 roku został na powrót przydzielony do 21. Flotylli, uczestnicząc z Piławy w szkoleniu załóg jednostek podwodnych U-bootwaffe. Po zakończeniu kampanii norweskiej, kolejnymi dowódcami jednostki byli: Oblt. Hans Heidtmann (7 lipca – 5 sierpnia 1940 roku), Kptlt. Georg von Wilamowitz-Möllendorf (6 sierpnia 1940 roku – październik 1941 roku), Obersteuermann Karl Kölzer (październik 1941 roku – 15 maja 1942 roku), Oblt. Werner Schwaff (16 maja – listopad 1942 roku), Oblt. Helmut Herglotz (20 listopada 1942 roku – 12 grudnia 1943 roku) oraz od 13 grudnia 1943 roku Oblt. Wolfgang Schwarzkopf. 8 kwietnia 1944 roku, w trakcie przeprowadzanych ćwiczeń na Bałtyku, U-2 uległ kolizji z trawlerem rybackim „Helmi Söhle”, w wyniku której okręt zatonął, a z 18 członków załogi okrętu w tym rejsie uratowała się jedynie jedna osoba. Następnego dnia okręt został podniesiony, po czym jego wrak służył jako źródło części zamiennych.